# Lotta greco-romana ai Giochi della XX Olimpiade - Pesi gallo
La competizione della categoria pesi gallo (fino a 57 kg) di lotta greco-romana dei Giochi della XX Olimpiade si è svolta dal 5 al 10 settembre 1972 al Wrestling-Judo Hall di Monaco di Baviera.

## Formato
Ad ogni incontro venivano assegnate le seguenti penalità:
| In caso di vittoria | In caso di vittoria     | In caso di pareggio | In caso di pareggio | In caso di sconfitta | In caso di sconfitta              |
| ------------------- | ----------------------- | ------------------- | ------------------- | -------------------- | --------------------------------- |
| 0                   | Per schienata, ritiro   | 2                   |                     | 3                    | Ai punti                          |
| 0,5                 | Per superiorità tecnica | 2,5                 | con passività       | 3,5                  | Per superiorità tecnica           |
| 1                   | Ai punti                | -                   | -                   | 4                    | Per schienata, ritiro, squalifica |

Con sei penalità o più il lottatore veniva eliminato. Quando rimanevano solo due o tre lottatori, si disputava un turno finale per determinare l'ordine delle medaglie.

## Risultati
| Legenda                                  | Legenda |
| ---------------------------------------- | ------- |
| Lottatore con 6 penalità o più Eliminato |         |

### 1º Turno
Si è disputato il 5 settembre
| Vincitore    | Pen. | Risultato   | Sconfitto  | Pen. |
| ------------ | ---- | ----------- | ---------- | ---- |
| Grilo        | 1    | Ai Punti    | Maggiolo   | 3    |
| Veil         | 0    | Schienata   | Velarde    | 4    |
| Lindholm     | 0    | Schienata   | López      | 4    |
| Baciu        | 0    | Schienata   | Famatid    | 4    |
| Yamamoto     | 0    | Schienata   | Alizadeh   | 4    |
| Traykov      | 1    | Ai Punti    | Čović      | 3    |
| Kazakov      | 0,5  | Superiorità | Mir        | 3,5  |
| Lipień       | 1    | Ai Punti    | Scuderi    | 3    |
| Damdinsharav | 1    | Ai Punti    | Hack       | 3    |
| Moskhidis    | 0    | Esentato    |            |      |
| Neckář       | 4    | [ 1 ]       | Radmacher  | 4    |
| Salloum      | 2    | = Parità =  | Lachkar    | 2    |
| Björlin      | 0    | Schienata   | Krogsgaard | 4    |
| Cheon-Yeong  | 1    | Ai Punti    | Hazewinkel | 3    |
| Varga        | 0    | Schienata   | Hervig     | 4    |

1. ↑  Entrambi squalificati per  passività

### 2º Turno
Si è disputato il 7 settembre
| Vincitore  | Pen. | Risultato | Sconfitto    | Pen. |
| ---------- | ---- | --------- | ------------ | ---- |
| Grilo      | 1    | Schienata | Velarde      | 8    |
| Veil       | 0    | Schienata | Maggiolo     | 7    |
| Baciu      | 1    | Ai Punti  | Lindholm     | 3    |
| Yamamoto   | 0    | Schienata | Famatid      | 8    |
| Čović      | 3    | Schienata | Mir          | 7,5  |
| Traykov    | 2    | Ai Punti  | Kazakov      | 3,5  |
| Scuderi    | 4    | Ai Punti  | Hack         | 6    |
| Lipień     | 1    | Schienata | Damdinsharav | 5    |
| Neckář     | 5    | Ai Punti  | Moskhidis    | 3    |
| Lachkar    | 3    | Ai Punti  | Radmacher    | 7    |
| Björlin    | 1    | Ai Punti  | Hazewinkel   | 6    |
| Hervig     | 4    | Schienata | Krogsgaard   | 8    |
| Varga      | 0    | Schienata | Cheon-Yeong  | 5    |
| Salloum    |      | Ritirato  |              |      |
| Krogsgaard |      | Ritirato  |              |      |
| Alizadeh   |      | Ritirato  |              |      |
| López      |      | Ritirato  |              |      |

### 3º Turno
Si è disputato il 8 settembre
| Vincitore | Pen. | Risultato  | Sconfitto    | Pen. |
| --------- | ---- | ---------- | ------------ | ---- |
| Veil      | 0    | Schienata  | Grilo        | 5    |
| Yamamoto  | 2,5  | = Parità = | Lindholm     | 5,5  |
| Baciu     | 2    | Ai Punti   | Čović        | 6    |
| Traykov   | 3    | Ai Punti   | Scuderi      | 7    |
| Kazakov   | 3,5  | Schienata  | Lipień       | 5    |
| Moskhidis | 5.5  | = Parità = | Damdinsharav | 7,5  |
| Neckář    | 5,5  | Ai Punti   | Lachkar      | 6    |
| Björlin   | 2    | Ai Punti   | Cheon-Yeong  | 8    |
| Varga     | 0    | Esentato   |              |      |
| Hervig    |      | Ritirato   |              |      |

### 4º Turno
Si è disputato il 9 settembre
| Vincitore | Pen. | Risultato   | Sconfitto | Pen. |
| --------- | ---- | ----------- | --------- | ---- |
| Varga     | 0,5  | Superiorità | Grilo     | 8,5  |
| Veil      | 0    | Schienata   | Lindholm  | 9,5  |
| Baciu     | 3    | Ai Punti    | Yamamoto  | 5,5  |
| Traykov   | 4    | Ai Punti    | Lipień    | 8    |
| Kazakov   | 3,5  | Schienata   | Moskhidis | 9.5  |
| Björlin   | 2    | Schienata   | Neckář    | 9,5  |

### 5º Turno
Si è disputato il 9 settembre
| Vincitore | Pen. | Risultato | Sconfitto | Pen. |
| --------- | ---- | --------- | --------- | ---- |
| Veil      | 0    | Schienata | Varga     | 4,5  |
| Traykov   | 5    | Ai Punti  | Baciu     | 6    |
| Kazakov   | 4,5  | Ai Punti  | Yamamoto  | 8,5  |
| Björlin   | 2    |           |           |      |

### 6º Turno
Si è disputato il 10 settembre
| Vincitore | Pen. | Risultato | Sconfitto | Pen. |
| --------- | ---- | --------- | --------- | ---- |
| Varga     | 5,5  | Ai Punti  | Björlin   | 5    |
| Traykov   | 6    | Ai Punti  | Veil      | 3    |
| Kazakov   | 4,5  | Esentato  |           |      |

### 7º Turno
Si è disputato il 10 settembre
| Vincitore | Pen. | Risultato | Sconfitto | Pen. |
| --------- | ---- | --------- | --------- | ---- |
| Kazakov   | 5,5  | Ai Punti  | Varga     | 8,5  |
| Veil      | 4    | Ai Punti  | Björlin   | 8    |

### Turno finale
| Vincitore | Pen. | Risultato | Sconfitto | Pen. |
| --------- | ---- | --------- | --------- | ---- |
| Kazakov   |      | Schienata | Veil      |      |

## Classifica finale
| Pos.    | Atleta                     | Nazione          |
| ------- | -------------------------- | ---------------- |
| Oro     | Rustem Kazakov             | Unione Sovietica |
| Argento | Hans-Jürgen Veil           | Germania Ovest   |
| Bronzo  | Risto Björlin              | Finlandia        |
| 4       | János Varga                | Ungheria         |
| 5       | Khristo Traykov            | Bulgaria         |
| 6       | Ion Baciu                  | Romania          |
| 7       | Ikuei Yamamoto             | Giappone         |
| 8       | Józef Lipień               | Polonia          |
| 9       | Luís Grilo                 | Portogallo       |
| 10      | Jan Neckář                 | Cecoslovacchia   |
| 10      | Othon Moskhidis            | Grecia           |
| 10      | Per Lindholm               | Svezia           |
| 13      | Karlo Čović                | Jugoslavia       |
| 14      | Ali Lachkar                | Marocco          |
| 15      | Francesco Scuderi          | Italia           |
| 16      | Chimedbazaryn Damdinsharav | Mongolia         |
| 17      | An Cheon-Yeong             | Corea del Sud    |
| 18      | Harald Hervig              | Norvegia         |
| 19      | Ernst Hack                 | Austria          |
| 19      | Dave Hazewinkel            | Stati Uniti      |
| 21      | Eduardo Maggiolo           | Argentina        |
| 21      | Wolfgang Radmacher         | Germania Est     |
| 23      | Alam Mir                   | Afghanistan      |
| 24      | Juan Velarde               | Perù             |
| 25      | Rogelio Famatid            | Filippine        |
| 26      | Fawzi Salloum              | Siria            |
| 27      | Jørn Krogsgaard            | Danimarca        |
| 27      | Firouz Alizadeh            | Iran             |
| 27      | Alfredo López              | Messico          |